# ビッグ・トラブル (2002年の映画)
『ビッグ・トラブル』（原題：Big Trouble）は、2002年のアメリカ映画。原作はデイヴ・バリーによる同名の小説である。日本では劇場公開されず、ビデオスルーとなった。

## ストーリー
高校生マットたちは水鉄砲を用いた殺し屋ごっこをジェニーの家で行い、警官を呼ぶほどの騒ぎを起こした。マットの父で元新聞記者のエリオットが謝罪のために呼び出される中、ジェニーの父アーサーのテレビから本物の銃弾が見つかり、事態は予想だにしない展開へと発展していった。

## キャスト
※括弧内は日本語吹き替え
- エリオット・アーノルド - ティム・アレン（磯部勉）
- マット・アーノルド - ベン・フォスター（坪井智浩）
- アーサー・ハーク - スタンリー・トゥッチ（山路和弘）
- アンナ・ハーク - レネ・ルッソ（塩田朋子）
- ジェニー・ハーク - ズーイー・デシャネル（朴璐美）
- パギー - ジェイソン・リー（森川智之）
- ニーナ - ソフィア・ヴェルガラ（石塚理恵）
- スネーク ・デュプリー - トム・サイズモア（立木文彦）
- エディ・リードベター - ジョニー・ノックスビル（中田和宏）
- モニカ・ロメロ巡査 - ジャニーン・ガロファロー（小宮和枝）
- ウォルター・クラミッツ巡査 - パトリック・ウォーバートン（内田直哉）
- パット・グリアーFBI捜査官 - ヘビー・D（銀河万丈）
- アラン・サイツFBI捜査官 - オマー・エップス（檀臣幸）
- ブルース - マイク・スター（島香裕）